# Повіт Саннохе
Пові́т Саннохе́ (яп. 三戸郡, さんのへぐん, МФА: [sannohe guɴ]) — повіт в префектурі Аоморі, Японія.